# Antonio Rodríguez García-Vao
Antonio Rodríguez García-Vao (Manzanares, Ciudad Real, 24 de marzo de 1863 - Madrid, 19 de diciembre de 1886), periodista, poeta y escritor republicano español.

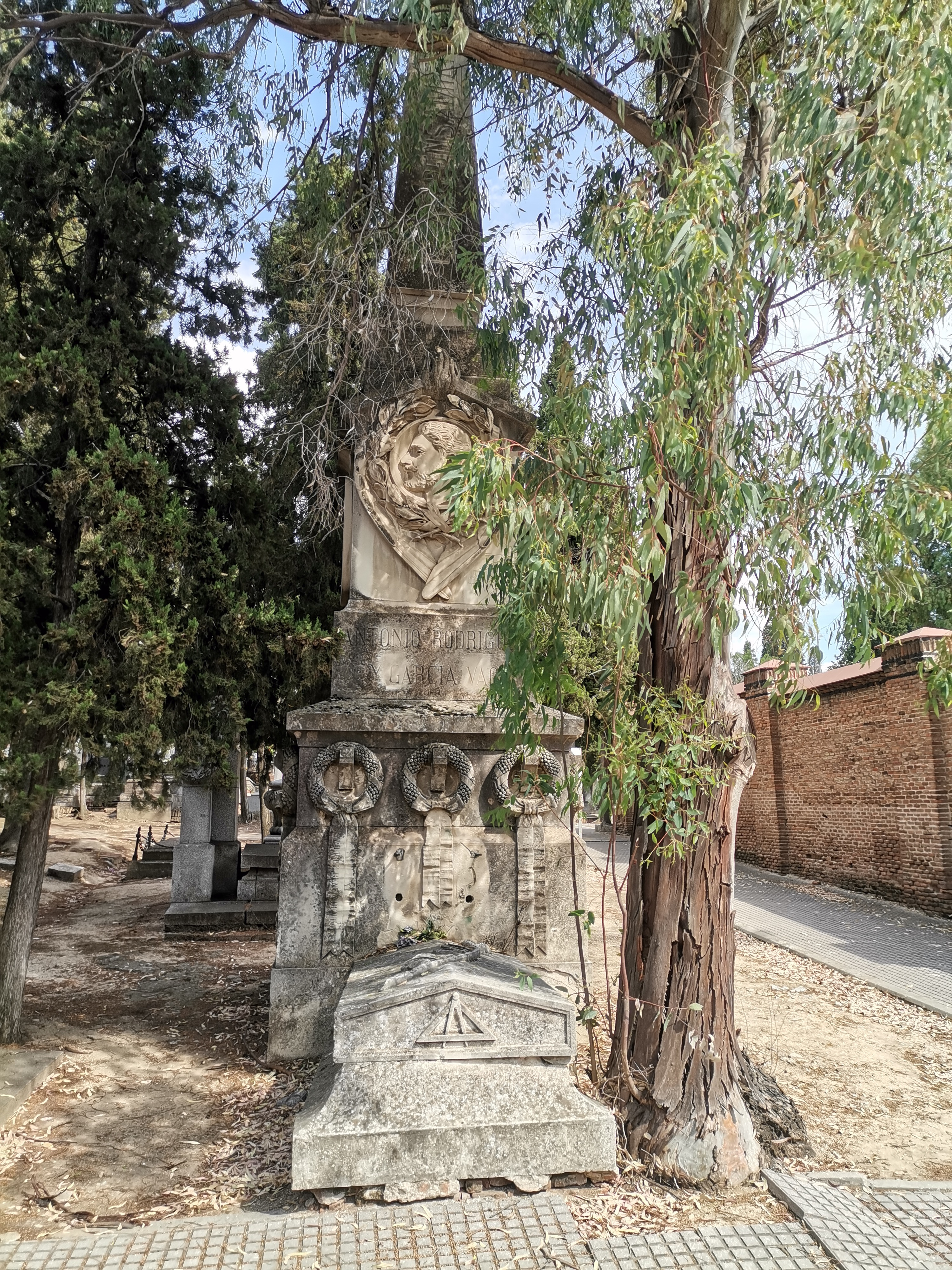
Monumento funerario de Antonio Rodríguez y García-Vao en el Cementerio Civil de Madrid, erigido por suscripción pública en 1892.

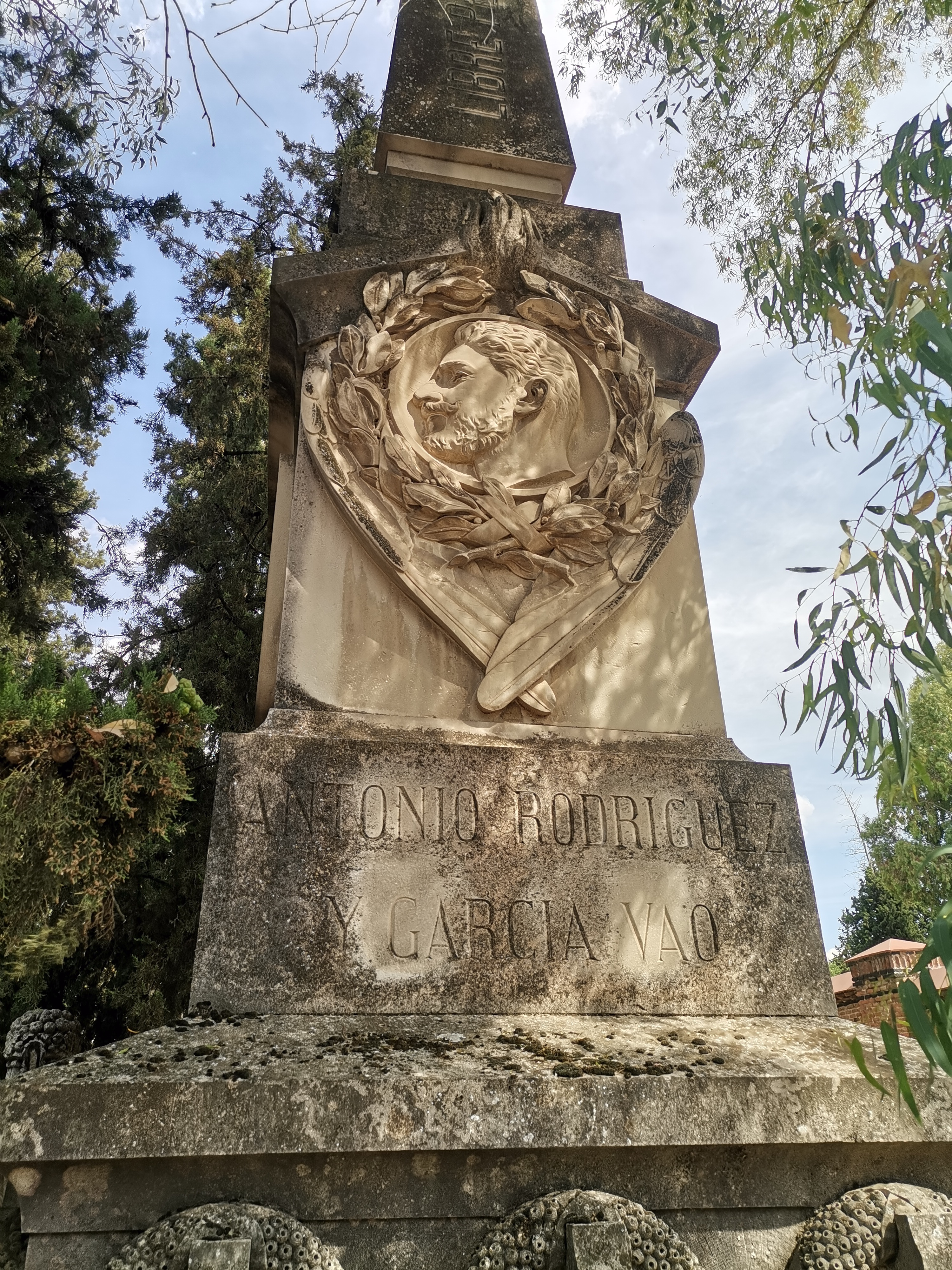
Detalle del Monumento funerario de Antonio Rodríguez y García-Vao en el Cementerio Civil de Madrid.

## Biografía
De familia muy pobre, con ayuda de unos parientes pudo cursar en Madrid las carreras de Filosofía y Letras, y Derecho. Alineado con el librepensamiento anticlerical, republicano y demócrata, se dedicó a la abogacía, la enseñanza y el periodismo, siguiendo a Emilio Castelar y amistando con el entonces socialista Miguel de Unamuno; colaboró en El Criterio Científico, La Ilustración Española y Americana, El Globo, La Saeta, El Librecambista y El Comercio Ibérico y fue redactor de Las Dominicales del Libre Pensamiento. 
Dirigió la revista teatral La Escena y logró estrenar varias piezas, algunas en colaboración con su gran amigo, el entonces periodista republicano José Francos Rodríguez. Fue un miembro destacado de la masonería española, lo que le supuso la animadversión de los ambientes conservadores y católicos. La noche del sábado 18 de diciembre de 1886, al salir de un colegio de segunda enseñanza madrileño, en la Glorieta de Bilbao, donde daba clases de francés fue apuñalado por un desconocido, y, aunque logró alcanzar su cercano domicilio en la calle Luchana y ser operado de urgencia, murió a las cuatro horas. 
Su asesinato hizo que el entierro se convirtiese en un acto social reivindicativo, presidido por Nicolás Salmerón, Gumersindo de Azcárate y otros renombrados políticos, escritores, periodistas y miembros de la Academia de Jurisprudencia, según publicó El Imparcial, en su edición del 23 de diciembre de 1886. Por suscripción popular se erigió un mausoleo sobre su tumba, la primera a la derecha, nada más cruzar la puerta principal del cementerio civil de Madrid.

## Obra
- En colaboración con José Francos Rodríguez, La encubridora, drama..., Madrid: Imprenta de José Rodríguez, 1887.
- El castillo de Manzanares. Leyenda, Madrid: Imprenta y Litografía de Nicolás González, 1882.
- Ecos de un pensamiento libre. Poesías de Antonio Rodríguez García-Vao, Madrid: Imprenta de Celestino de Apaolaza, 1885; 2.ª ed. 1886.
- La historia: su carácter y tendencia en la época presente, Madrid: Imprenta y Litografía de Nicolás González, 1885.
- Estudio de la filosofía grecorromana Madrid, 1885.
- El amor y los frailes, Madrid, Imprenta y litografía de Nicolás González, 1886.
- El monaguillo. Obra póstuma. Con un prólogo de José Francos Rodríguez y un retrato del malogrado autor , Madrid, Imprenta de G. Osler, febrero de 1886.
- Amor que mata la fe. Drama., s. n., 1892.